# Nel bene e nel male (album)
Nel bene e nel male è il terzo album in studio del gruppo musicale italiano ATPC, pubblicato nel 2000 dalla V2 Records.

## Tracce
1. Dentro  [prod. da Rula]
2. Un Po' Di Luce (ft. Bunna)  [prod. da Rula]
3. Chi C'è Sul Palco (ft. Tsu & Principe)  [prod. da Rula e Sly]
4. Sale  [prod. da Rula e Sly]
5. Spalla A Spalla (La Strana Coppia)  [prod. da Rula]
6. Quello Che Puoi  [prod. da Rula e Sly]
7. Nel Bene E Nel Male  [prod. da Rula]
8. Non Mi Cercare  [prod. da Rula]
9. Destinazione Ovunque (Hasta La Vista)  [prod. da Rula e Sly]
10. Tempo Per Noi  [prod. da Rula]
11. Avanti Il Prossimo  [prod. da Dj Double S]
12. Dammi Un Segno  [prod. da Rula e Sly]
13. Teste Vere (ft. Tsu & Principe) [prod. da Rula e Sly]
14. Propongo Un Brindisi  [prod. da Rula e Sly]